# Giuseppe Andreoli (politico)
Giuseppe Andreoli (Scalea, 9 ottobre 1932 – 16 aprile 2014) è stato un politico italiano.

## Biografia
Originario di Scalea (CS), seguì gli studi in Medicina e Chirurgia presso l'Università degli Studi di Napoli "Federico II", diventando poi docente di anatomia patologica presso la stessa università.
Militò nella Democrazia Cristiana fin dagli anni giovanili, venendo eletto per la prima volta deputato nel giugno 1979 con l'VIII Legislatura. Per il primo anno di attività si associò ai progetti di legge presentati da altri colleghi, arrivando poi alla presentazione del primo proprio disegno di legge il 7 febbraio 1980, sull'istituzione dei magistrati tributari.
Fu successivamente rieletto deputato per la IX Legislatura (12 luglio 1983 - 1 luglio 1987), e quindi per la X (2 luglio 1987 - 22 aprile 1992). Nel corso della sua attività parlamentare ha partecipato a 366 progetti di legge, di cui 28 come primo firmatario; 211 atti di indirizzo e controllo; e ha effettuato 57 interventi. In totale, 42 dei progetti di legge presentati sono divenuti norme effettive.
Si è occupato prevalentemente di materie riguardanti il ruolo della magistratura tributaria; l'ordinamento degli studi universitari - in particolare per l'istituzione della Seconda università degli Studi di Napoli e delle altre università campane; e di diversi aspetti riguardanti la formazione nelle Forze Armate, in particolare sull'ordinamento ed il ruolo delle scuole militari.

## Opere
- G. Andreoli, F. Baldi, Patologia delle micosi profonde. Idelson, Napoli 1978.
- G. Andreoli, Relazione alla proposta di legge n. 2544: nuove norme concernenti il bilancio delle Università, la loro autonomia finanziaria e la programmazione del diritto allo studio. Arte tip. di A. R., Napoli, 1982.
- G. Andreoli, L'autonomia della Università italiana. Arte tipografica, Napoli, 1988
- G. Andreoli, Informazioni agli studenti del corso di laurea in medicina e chirurgia dopo le modificazioni introdotte con il decreto del Presidente della Repubblica 28 febbraio 1986, n. 95. Arte tipografica, Napoli, 1995.
- G. Andreoli, Symphoremata kata andreion philon: zibaldone per amici galantuomini, Arte tipografica, Napoli, 2000.
- G. Andreoli, Rapporto Masa-Munide: a Sua Altezza Serenissima il Principe di Allotropoli. Laurentiana, Napoli, 2001.